# Plachetnatka pozemní
Plachetnatka pozemní, Tenuiphantes cristatus (Menge, 1866), je pavouk z čeledi plachetnatkovití (Linyphiidae – Blackwall, 1859).

## Popis
Plachetnatka pozemní je drobný pavouk, délky 2–2,5 mm. Hlavohruď je hnědá s tmavým lemem, zadeček světlejší s tmavou kresbou, spíše dlouhý než široký. Nohy jsou dlouhé, štíhlé, světle hnědé. Na makadlech samců se nacházejí černé štětiny, kopulační orgán tvoří paracymbium, typické pro celou čeleď, samice mají zvonovitě rozšířenou epyginu. Osm očí je ve dvou řadách, střední oči jsou menší. Pavouk nemá kribelum.

## Biologie
Obývá především lesní biotopy od nížin až do hor – vlhké, listnaté i smíšené lesy, ale také jejich okraje, remízky a křoviny. Žije na zemi, v detritu, opadance, v mechu a pod kameny. Dospělí pavouci se vyskytují celoročně, nejaktivnější jsou koncem zimy a na jaře, ke kopulaci dochází nejčastěji v dubnu. Staví drobné sítě v prohlubních na zemi; pokud jsou teploty nad nulou, je aktivní i na sněhu, kde sítě často staví ve stopách zvěře. Na sněhu loví především chvostoskoky (Collembola), kteří jsou aktivní i v zimě. Jinak loví i drobný půdní hmyz.

## Rozšíření
Plachetnatka pozemní je palearktický druh, v ČR velmi hojný od nížin až po horské polohy. Druh není ohrožený.